# Cantharocybe
Cantharocybe — рід грибів родини Pleurotaceae. Назва вперше опублікована 1973 року.

## Класифікація
До роду Cantharocybe відносять 3 види:
- Cantharocybe brunneovelutina
- Cantharocybe gruberi
- Cantharocybe virosa